# Four Corners (programa de televisió)
Four Corners és un programa de televisió documental australià d'actualitat i periodisme d'investigació. Emès per ABC TV, es va estrenar el 19 d'agost de 1961 i és el programa de televisió australià més llarg de la història. El programa és un dels cinc únics a Austràlia incorporats a la Logie Hall of Fame. Alguns documentals d'afers internacionals han estat traduïts al català per TV3, com Orfes d'Estat Islàmic (2019, doblat el 2021) o Ucraïna resisteix (2022).